# Arseniusz (biskup koptyjski)
Arseniusz – duchowny Koptyjskiego Kościoła Ortodoksyjnego, od 2013 biskup Holandii. Posługę rozpoczął w 1979 r. jako mnich w Wadi an-Natrun. Sakrę otrzymał 15 czerwca 2013 roku z rąk Tawadrosa II.